# Historische Kuranlagen Bad Rehburg

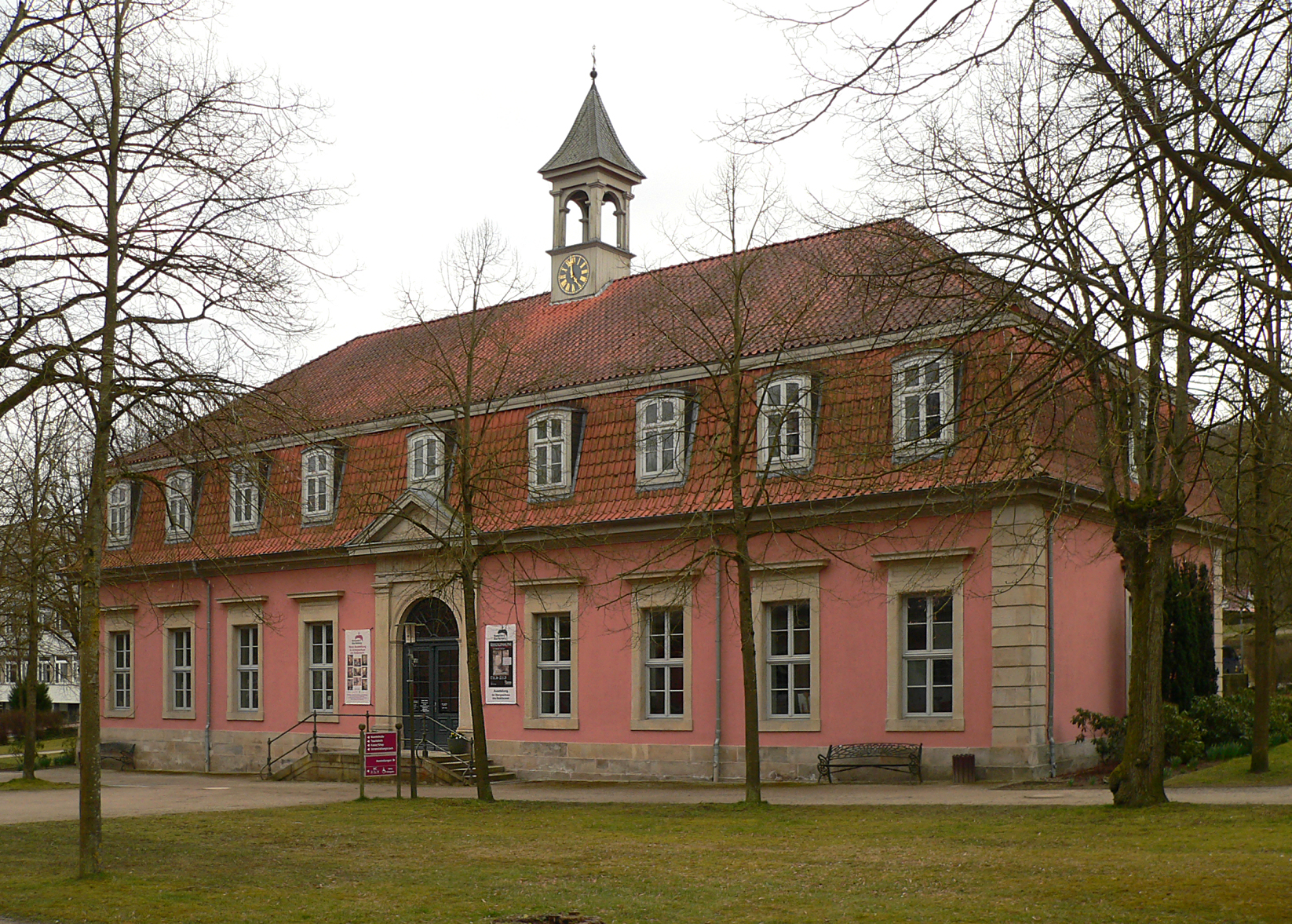
Das Neue Badehaus, erbaut von 1778 bis 1786

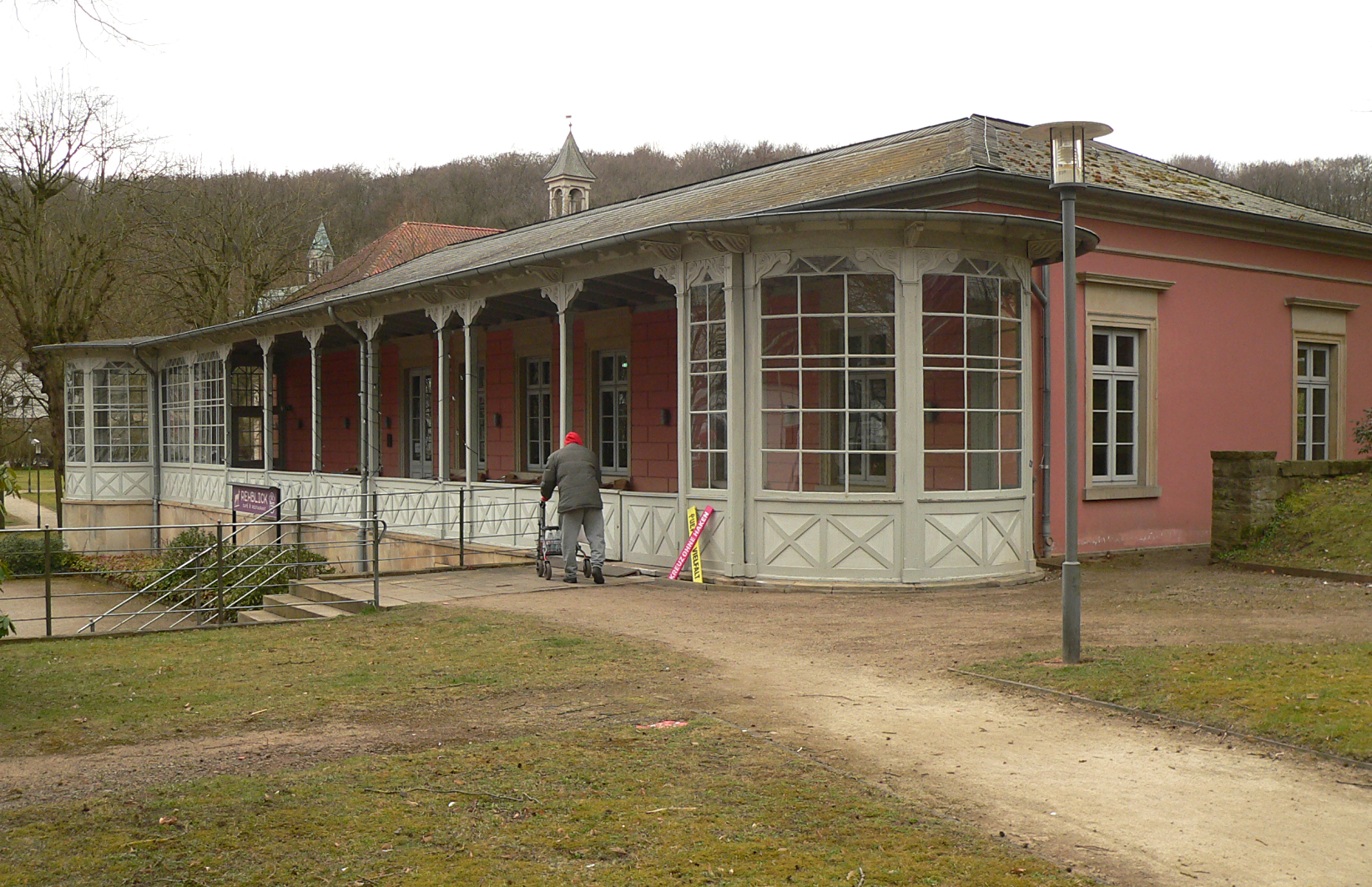
Wandelhalle von 1843/1844

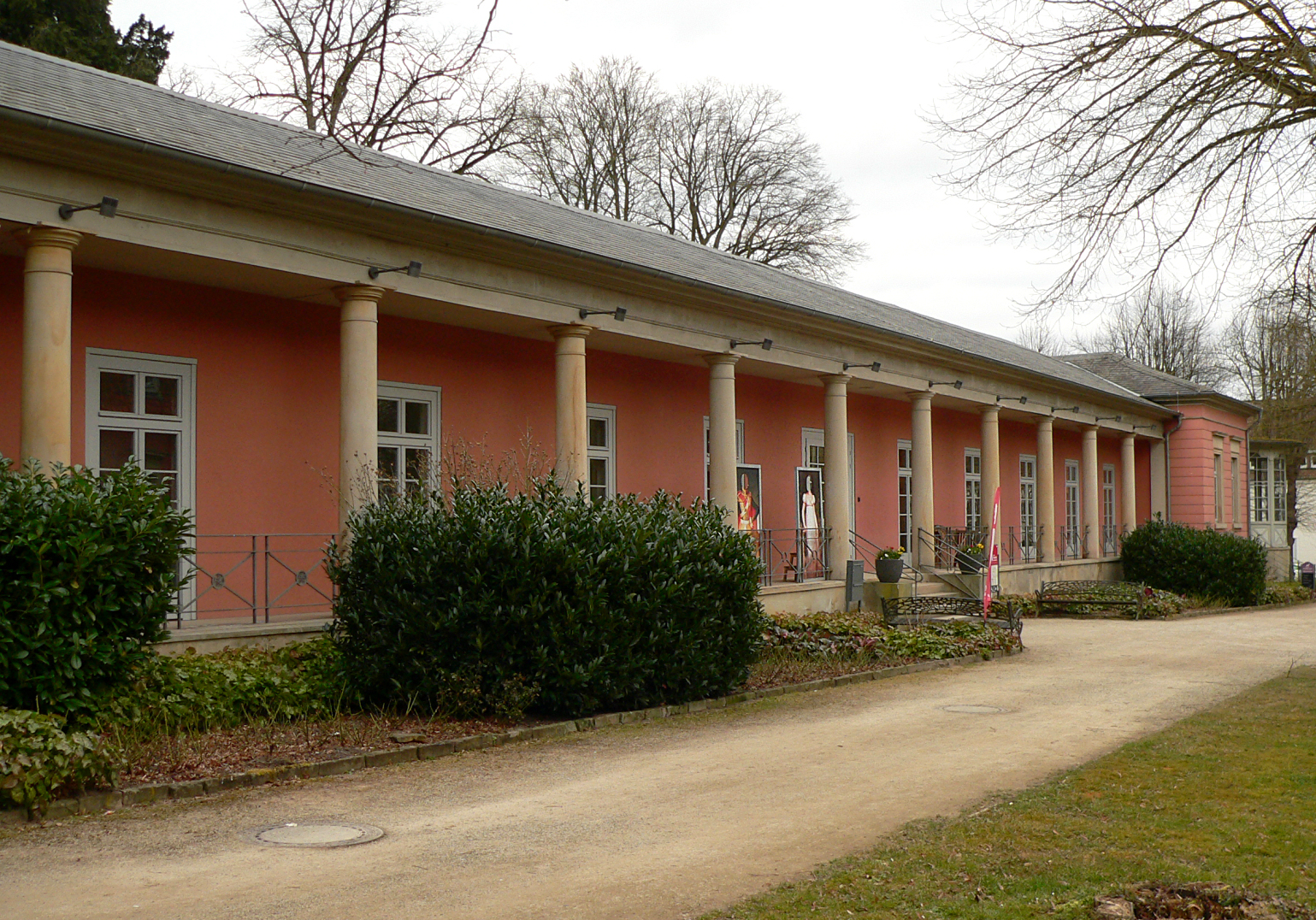
Seitenansicht der Wandelhalle

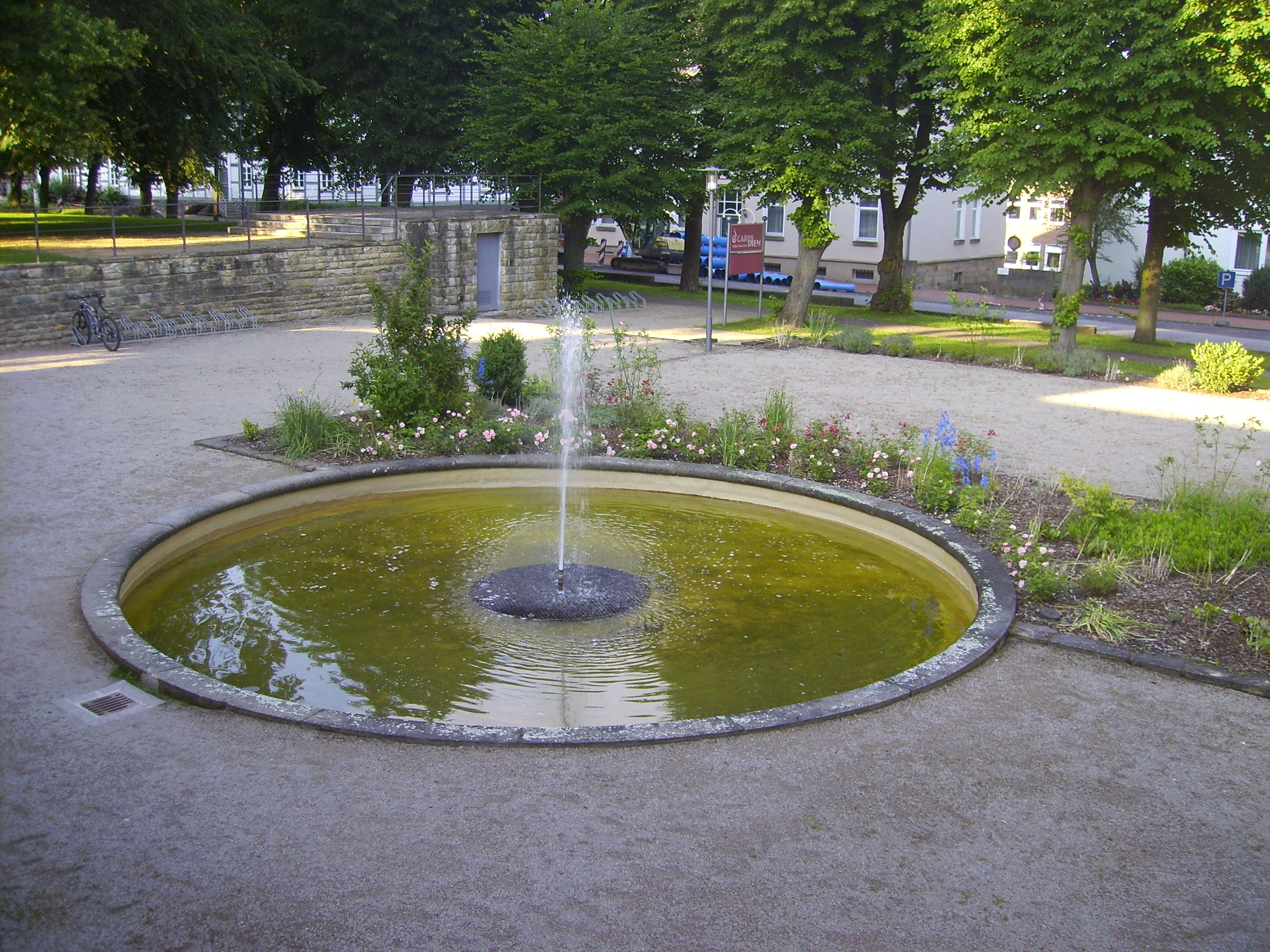
Der sanierte Brunnen auf dem Vorplatz der Wandelhalle

Die Historischen Kuranlagen Bad Rehburg sind – neben Hofgeismar in Nordhessen – das einzige noch erhaltene Kurbad Deutschlands aus der Zeit der Romantik.

## Geschichte
Die Kuranlagen wurden zwischen 1750 und 1850 erbaut. Sie gehen aber bis auf das Jahr 1690 zurück, als die heilende Wirkung der dortigen Quellen erstmals urkundlich erwähnt wurde. Das Bad wurde als „Madeira des Nordens“ bekannt und lockte den hannoverschen Adel nach Rehburg.

### Bauliche Anlage
Das Ensemble besteht aus dem frühklassizistischen Neuen Badehaus (1778 bis 1786 erbaut), der Wandelhalle (1843/1844) mit teilweise verglaster Veranda, der Friederikenkapelle (1841/1842), dem ehemaligen Brunnenhaus (1753) und Teilen des alten Kurparks. Im neuen Badehaus befindet sich die so genannte „Königinnen-Zelle“, eine Badekammer mit besonders aufwändigen Großkacheln mit spätbarocken und frühklassizistischen Motiven und Ornamenten, die vermutlich um 1780 in der Fayence-Manufaktur Wrisbergholzen hergestellt wurden. Die Wiederentdeckung der kostbaren Mosaike, die bis dahin hinter Tapeten verborgen waren, sorgte 1978 für großes Aufsehen.

### Restaurierung
1950 endete der Staatsbadbetrieb und 1999 kaufte die Stadt Rehburg-Loccum die im Verfall begriffene Anlage.
In den Jahren 2000 bis 2003 wurde die Anlage saniert. Im Neuen Badehaus befinden sich heute das Museum Kurleben der Romantik und der Blaue Salon, der als Ausstellungsort für populäre Kultur der Bereiche Karikatur, Illustration, Computer-Animation, Comic, Cartoon, Werbung, Fotografie, Film, Musik und Theater dient. Die Wandelhalle beherbergt einen kleinen Konzertsaal, eine Touristeninformation und ein Restaurant mit Außenbereich.